# Paul Tinel
Paul Tinel (Mechelen, 29 april 1892 – Brussel, 13 september 1974) was een Belgisch muziekcriticus.
Hij was zoon van dichter Maria Josephina Emma Coeckelbergh en componist Edgar Tinel.
Hij ontving zijn opleiding aan het Koninklijk Conservatorium Brussel, hij behaalde er eerste prijzen op het gebied van harmonieleer (bij Martin Lussens), fuga en contrapunt (bij Léon Dubois), orgel en muziekgeschiedenis (bij Ernest Closson). Hij verbond zich in 1920 als redacteur aan La Libre Belgique, nadat hij een korte periode bij Journal de Bruxelles had gewerkt. In 1926 maakte hij de overstap naar Le Soir alwaar hij François Rasse van het Koninklijk Conservatorium Luik opvolgde. 
Werken van hem:
- 1926: Le Franciscus d’Edgar Tinel
- 1940: Mendelssohn
- 1946: Edgar Tinel
- Études sur la musique religieuse
- Beethoven et le mélodies populaires Russes
- Gevaert, une polémique Bénédictine
- Romain Rolland exégète de Beethoven
- Hans von Bulow

In 1949 werd hij door de "Association des Amis de la Presse Muscicale de Belgique" onderscheiden met een medaillon gemaakt door Eugène De Bremaecker. In 1957 werd hij lid van de Koninklijke Academie. Ook was hij ridder in de Orde van Oranje-Nassau. Een Belgische muziekkritiekprijs werd naar hem vernoemd (Prijs Paul Tinel). De Koninklijke Bibliotheek van België kwam via Paul Tinel in het bezit van een groot archief van Edgar Tinel.